# Ivano Dionigi
Ivano Dionigi (Pésaro, 20 de febrero de 1948) es un latinista, profesor, autor y político italiano. Es autor de numerosos libros, ensayos, artículos y publicaciones. 
Comenzó su carrera profesional como profesor de la Università Ca' Foscari de Venecia. En 1999 fundó el Centro Studi «La permanenza del Classico». Entre 2009 y 2015, ha sido Rector de la Universidad de Bolonia de la que también ha sido profesor y además ha sido Regidor en el Ayuntamiento de la misma ciudad, por el Partido Comunista Italiano (PCI).
En enero de 2011 fue condecorado con el título de «Doctor Honoris Causa» de la Universidad de Bucarest.
Actualmente desde noviembre de 2012, tras ser nombrado por el papa Benedicto XVI, es el primer presidente de la Pontificia Academia de Latinidad.

## Biografía

### Formación y carrera profesional

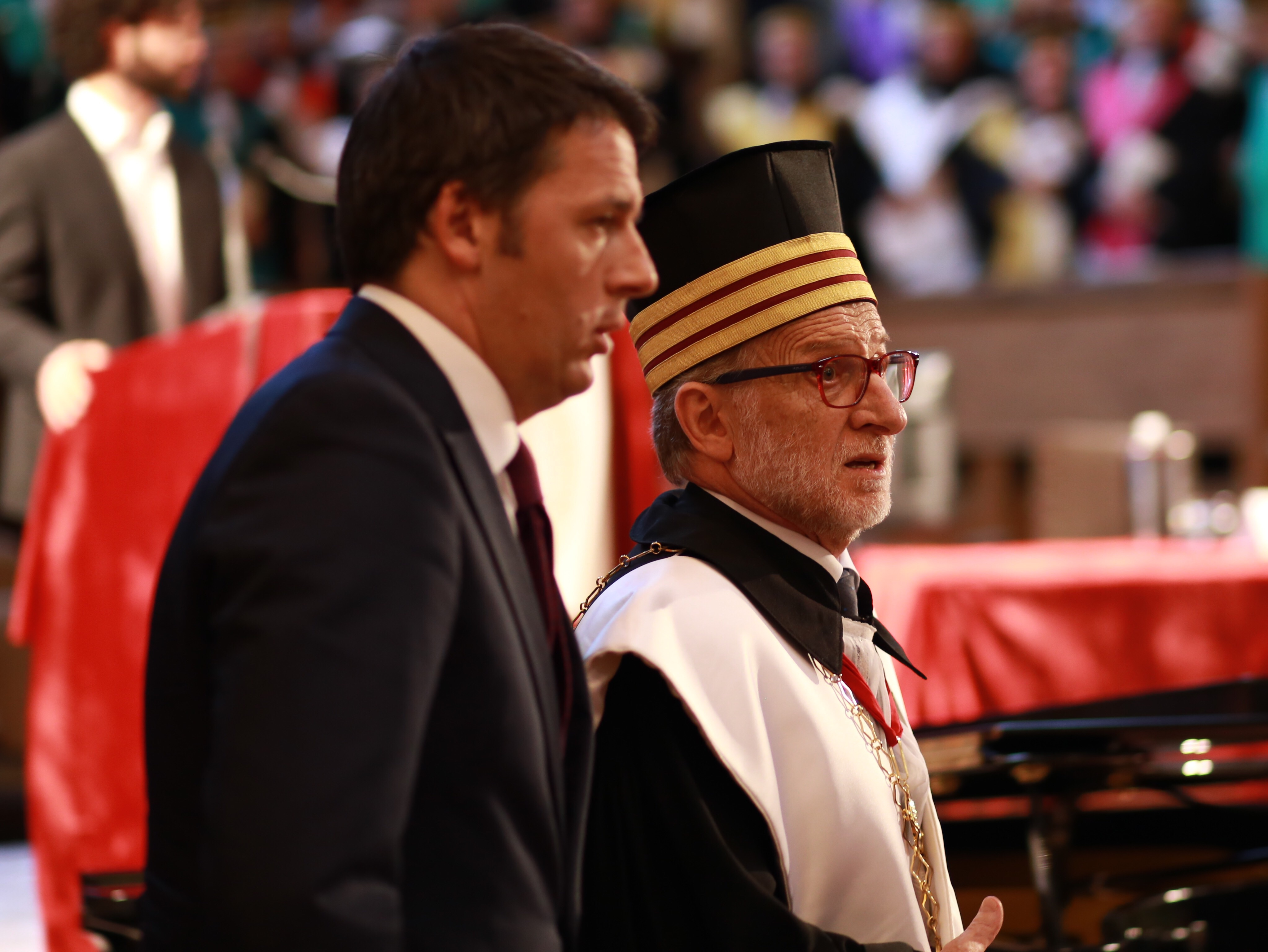
Junto al Primer Ministro Italiano, Matteo Renzi.

Nacido en el municipio italiano de Pésaro en la Región de Marcas, el día 20 de febrero de 1948.
Al terminar sus estudios de primaria y secundaria en el Liceo Classico Linguistico E Delle Scienze Umane «Terenzio Mamiani» Sede Linguistico, se graduó en Latinismo y Obras Clásicas por la Universidad de Bolonia. También en la misma universidad se formó en el campo de la investigación y del magisterio, lo que le llevó en 1990 a convertirse en profesor de Literatura en latín en la Università Ca' Foscari de Venecia.
El 1 de noviembre de 1997 regresó a la Universidad de Bolonia, pero esta vez como profesor de Lengua y Literatura en latín.
En esta institución ha ocupado diversos cargos, como el de Director, Miembro del Senado Académico, Coordinador del Consejo de Administración y ya el 27 de mayo de 2009 fue elegido como Rector, con un total de 1.282 votos.
Durante estos años cabe destacar, que desde 1999 es el Fundador y Director del Centro Studi «La permanenza del Classico», que sus estudios se han centrado principalmente en los personajes históricos Lucrecio y Séneca, en la relación entre cristianos y paganos, en el arte y cultura clásica, en la Cultura italiana y en la Cultura en la Unión Europea.
También ha sido autor de numerosos libros, ensayos, artículos y que cuenta con más de un centenar de publicaciones.
Además cabe destacar que entró en el mundo de la política, como miembro del Partido Comunista Italiano (PCI), con el que logró ser regidor en el Ayuntamiento de Bolonia.
En 2011, se le otorgó el título honorífico de doctor honoris causa de la Universidad de Bucarest (Rumania).
En el cargo de Rector de la Universidad, fue sucedido en octubre de 2015 por Francesco Ubertini.
Actualmente desde el día 10 de noviembre de 2012, tras haber sido nombrado por el papa Benedicto XVI, es el 1º er Presidente de la recién creada Pontificia Academia de Latinidad y teniendo como Secretario de la misma al sacerdote Roberto Spataro, S.D.B.

## Publicaciones
- Due interpretazioni unilaterali di Lucrezio, in "Studi Urbinati", 1973.
- L. Anneo Seneca, De otio. Testo e apparato critico con Introduzione, Versione e Commento a cura di I. Dionigi, Brescia 1983
- Lucrezio. Le parole e le cose, Bologna 1988.
- Commento a T. Lucrezio Caro, La natura delle cose, Milano 1990.
- Verba et res, morfosintassi e lessico del latino (con E. Riganti e L. Morisi), Bari 1997.
- Necessità dei classici in AA.VV., Di fronte ai classici, Milano 2002.

## Condecoración
| Distinción                                         | Período | Lugar   | Otorgado por           |
| -------------------------------------------------- | ------- | ------- | ---------------------- |
| Doctor honoris causa de la Universidad de Bucarest | 2011    | Rumanía | Rector. Mircea Dumitru |